# Rio Branco Futebol Clube
O Rio Branco Futebol Clube, mais conhecido como Rio Branco de Venda Nova ou Rio Branco-VN, é um clube de futebol brasileiro de Venda Nova do Imigrante, Espírito Santo. Suas cores tradicionais são o branco, verde e vermelho.

## História

### Fundação
O Rio Branco surgiu de um grupo de amigos. Um deles viajou pra fora do estado, quando o município ainda distrito de Castelo, descobriu o futebol e trouxe essa novidade para Venda Nova do Imigrante. Aí os que gostaram começaram a se reunir pra jogar nos finais de semana e o local era a cerca de um quilômetro de onde é atualmente o Estádio Olímpio Perim.

### Profissionalismo
O futebol profissional começou em 1993, quando sagrou-se campeão capixaba da Segunda Divisão. No primeiro jogo da final em 7 de novembro, venceu por 1 a 0 o Mariano Futebol Clube. No segundo jogo, empatou com o Mariano em 1 a 1 no dia 14 de novembro. Com esses resultados, o Rio Branco de Venda Nova conquistou o título e subiu juntamente com o Mariano para a disputa da divisão principal do futebol capixaba em 1994.
Na Primeira Divisão do Campeonato Capixaba, o melhor resultado do Rio Branco de Venda Nova foi a disputa da final do Capixabão de 1995 e o posterior vice-campeonato, ao perder a final para a equipe do Linhares Esporte Clube.

### Retorno às competições
O Rio Branco-VN foi o primeiro clube a confirmar oficialmente a participação no Campeonato Capixaba da Série B de 2016 e retorna a uma competição oficial desde 1999, ano em que resolveu ficar licenciado ao futebol profissional.
Termina a primeira fase da Série B na liderança e classifica-se para jogar as semifinais contra o Tupy.
Na semifinal o Rio Branco é eliminado pelo Tupy com duas derrotas e não consegue o acesso à Série A.

### Acesso à Série A
Na Série B de 2017, o Rio Branco classifica-se às semifinais com uma rodada de antecipação.
Na semifinal, o clube elimina o Castelo e garante vaga na final e o retorno à Série A após 18 anos.
Nas finais, após uma derrota e um empate contra o Serra, o Rio Branco termina com o vice-campeonato.
No retorno à Série A do Capixabão em 2018, o Rio Branco derrota a Desportiva Ferroviária de virada por 2 a 1 no Estádio Olímpio Perim com um gol nos acréscimos. Na primeira fase, o Tricolor Serrano classifica-se à semifinal. Mesmo vencendo o primeiro jogo da semifinal em casa por 1 a 0 para o Serra, o Rio Branco perde pelo mesmo placar no Estádio Robertão e é eliminado da competição por ter pior campanha que o adversário.
No Capixabão de 2019 o Rio Branco é eliminado nas quartas de final pelo Estrela do Norte.

### Campeão Capixaba
Nas quartas de finais do Capixabão de 2020, o Rio Branco elimina o São Mateus. Nas semifinais o Rio Branco elimina o Real Noroeste na disputa por pênaltis e avança à final depois de 25 anos. No primeiro jogo da final jogado no Estádio Kleber Andrade, o Rio Branco de Venda Nova empata sem gols com o xará Rio Branco-ES, tradicional clube da capital e maior campeão do Campeonato Capixaba. No jogo da volta, realizado no Estádio Olímpio Perim, o tricolor venceu por 1 a 0  com gol de Rafael Castro e conquistou pela primeira vez o Campeonato Capixaba. Com o título, o tricolor garantiu vagas inéditas na Copa Verde, Série D do Brasileiro e Copa do Brasil.

### Participações em competições nacionais
O Rio Branco estreou em competições nacionais na Copa do Brasil de 2021. O clube empatou em 1 a 1 com o ABC, sendo eliminando da competição uma vez que o time potiguar tinha a vantagem do empate.
Em 2025 pela Copa do Brasil na primeira fase, o Rio Branco eliminou o Amazonas na disputa de pênaltis pelo placar de 5x3 após empate de 0x0 no tempo normal, conquistando assim a vaga inédita na segunda fase da competição.

### Rebaixamento
Em 2022 foi rebaixado no Campeonato Capixaba com uma rodada de antecedência.

## Títulos
| ESTADUAIS | ESTADUAIS                     | ESTADUAIS | ESTADUAIS  |
|           | Competição                    | Títulos   | Temporadas |
| --------- | ----------------------------- | --------- | ---------- |
|           | Campeonato Capixaba           | 1         | 2020       |
|           | Campeonato Capixaba - Série B | 1         | 1993       |

### Campanhas de destaque
- Vice-campeão Capixaba: 1995, 2021 e 2024
- Vice-campeão Capixaba - Série B: 2017 e 2023

## Estatísticas

### Participações
|  | Participações em 2025 |

| Competição              | Competição          | Temporadas | Melhor campanha         | Estreia | Última | P | R |
| Espírito Santo (estado) | Campeonato Capixaba | 13         | Campeão (2020)          | 1994    | 2025   |   | 2 |
| Espírito Santo (estado) | Série B             | 4          | Campeão (1993)          | 1993    | 2023   | 3 |   |
|                         | Copa Verde          | 1          | Oitavas de final (2021) | 2021    | 2021   |   |   |
| Brasil                  | Série D             | 1          | 33º colocado (2021)     | 2021    | 2021   | – |   |
| Brasil                  | Copa do Brasil      | 2          | 2ª fase (2025)          | 2021    | 2025   |   |   |

### Retrospecto em competições nacionais
Última atualização: Brasileiro Série D de 2021.
| Competição | Competição         | Temporadas | Títulos | Pts. | J  | V | E | D | GP | GC |
| ---------- | ------------------ | ---------- | ------- | ---- | -- | - | - | - | -- | -- |
| Brasil     | Brasileiro Série D | 1          | –       | 21   | 14 | 5 | 6 | 3 | 18 | 13 |
| Brasil     | Copa do Brasil     | 1          | –       | 1    | 1  | 0 | 1 | 0 | 1  | 1  |
|            | Copa Verde         | 1          | –       | 3    | 2  | 1 | 0 | 1 | 1  | 3  |

 Pts Pontos obtidos, J Jogos, V Vitórias, E Empates, D Derrotas, GP Gols Pró e GC Gols Contra

## Uniformes

### Temporada 2021
| Uniforme nº 1 | Uniforme nº 2 |

### Temporada 2020
| Uniforme nº 1 | Uniforme nº 2 |

### Temporada 2019
| Uniforme nº 1 | Uniforme nº 2 | Uniforme nº 3 |

### Temporada 2018
| Uniforme nº 1 | Uniforme nº 2 |

### Temporada 2017
| Uniforme nº 1 | Uniforme nº 2 |

### Temporada 2016
| Uniforme nº 1 | Uniforme nº 2 | Uniforme nº 3 |

## Jogadores ilustres
- Cleyton Gladiador
- Robert
- Zé Afonso
- Giovani Perim